# Enhandsflöjt
Enhandsflöjt är ett medeltida träblåsinstrument.
Enhandsflöjt var mycket vanligt under medeltiden, i synnerhet i kombination med trumma. Ibland användes instrumentet i par som dubbelflöjt. Enhandsflöjt förekommer fortfarande i irländsk och fransk folkmusik.